# Crônica da Moreia

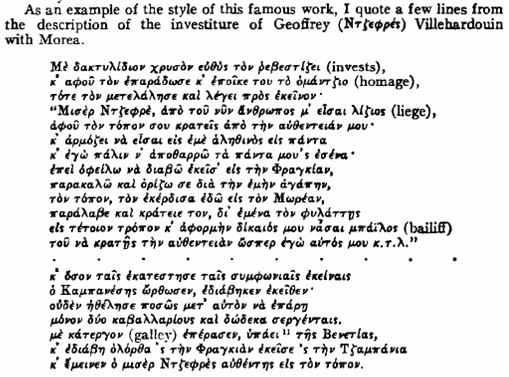
Texto da "Crônica da Moreia".

A Crônica da Moreia (grego: Το χρονικόν του Μορέως) é um extenso texto do século XIV, do qual existem 4 versões, uma francesa, uma grega (em verso), uma italiana e uma aragonesa.
A Crônica relata, em mais de 9.000 linhas de verso político, os eventos relacionados ao desenvolvimento de um sistema feudal na Grécia continental, especificamente na Moreia (nome do Peloponeso nesse então) pelos Francos (cruzados da Europa do oeste) depois da Quarta Cruzada, no período compreendido de 1204 até 1292 (ou um pouco mais tarde segundo a versão), provendo um sem-número de pormenores sobre a organização do Principado da Acaia.
A Crónica é famosa, apesar da sua imprecisão histórica, devido à sua descrição vívida da vida da comunidade feudal e da linguagem utilizada, refletindo a transição rápida do grego medieval para o grego moderno. A Crônica, escrita originalmente em francês, sobreviveu em dois textos gregos paralelos, o Manuscrito Havniensis 57 (sécs. XIV–XV, em Copenhaga) e o Manuscrito Parisinus graecus 2898 (sécs. XV–XVI, na Bibliothèque nationale de France em Paris). A diferença de cerca de um século entre ambos denota um número considerável de diferenças linguísticas devido à rápida evolução da língua grega.